# Chlorestes julie
Chlorestes julie là một loài chim trong họ Chim ruồi.